# Fraxinus sieboldiana
Fraxinus sieboldiana är en syrenväxtart som beskrevs av Carl Ludwig von Blume. Fraxinus sieboldiana ingår i släktet askar, och familjen syrenväxter. Inga underarter finns listade i Catalogue of Life.

## Bildgalleri

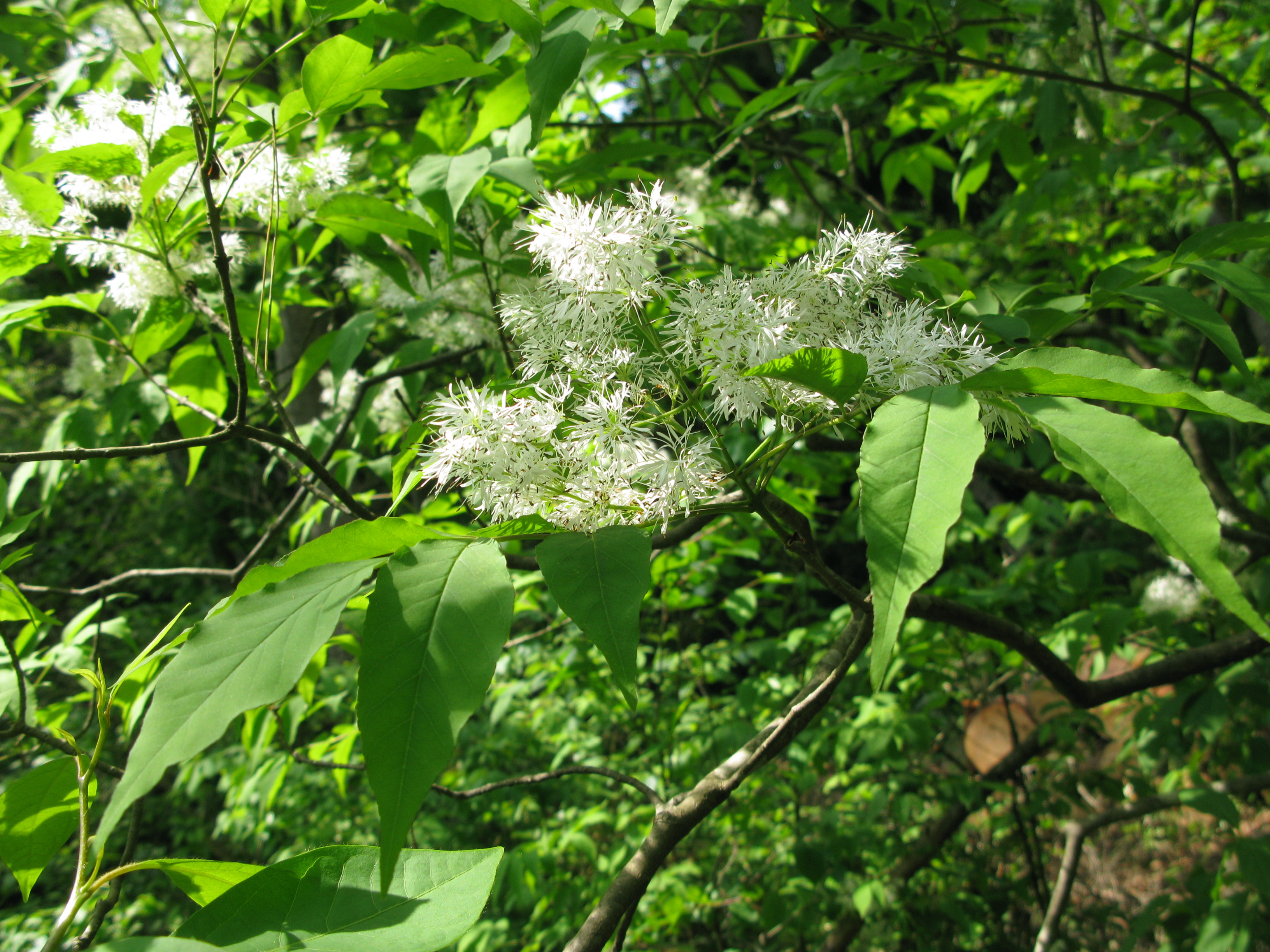
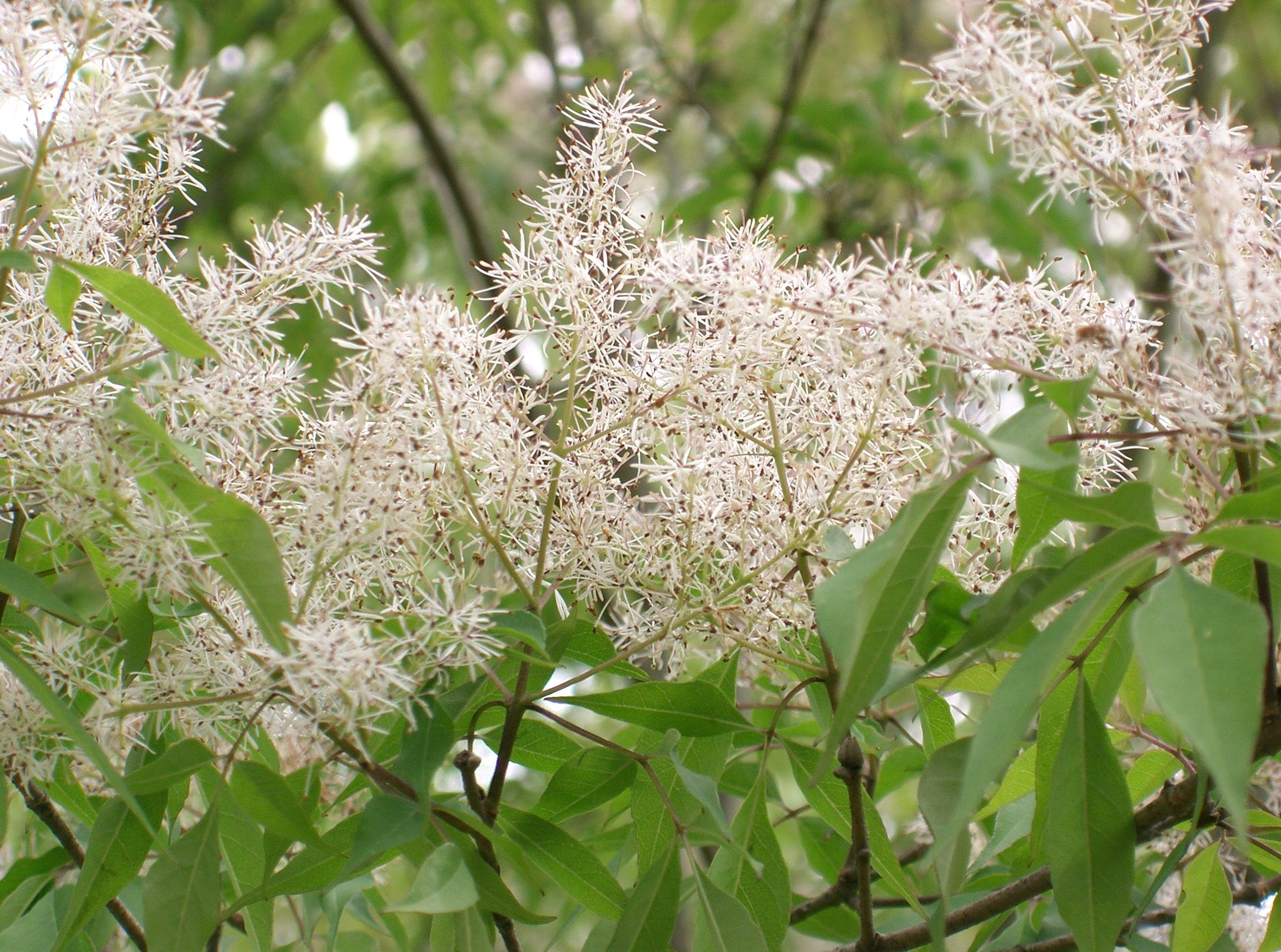